# 国际人权法
国际人权法（英語：International human rights law）系旨在促进和保障国际人权、地区和国内人权的国际法，以联合国1948年通过的《世界人权宣言》和普世价值为基础。作为国际法，国际人权法主要由两个或以上的国家订立的，具有法律约束力的公约和协定；以及源于各国基于法律要求的信仰而持续行为所产生的国际习惯法和规则构成。其他不具有法律约束力的国际人权相关文件有助于国际人权法的执行、理解和发展，同时被认为是政治责任的来源。
国际人权法的执行可在国内、地区或国际范围内进行。批准认可《国际人权公约》的国家承诺尊重人权，保证其国内法与国际法保持一致。当某一成员国国内法不能为侵犯人权行为提供救济时，其他成员国有权寻求地区或国际性执行人权保护机构的帮助。
国际人权法与国际人道主义法密切相关，但有所区别。相类似是因为两者所包含的实质性标准是相类似或相关的，如两者均要求避免严刑拷打并为之提供保护。不同是因为两者具有不同的法律框架，且通常适用于不同情况和调整不同法律关系。一般来说，国际人权法被认为是调整日常生活中所发生的国家与个人之间的关系；但国际人道主义法调整的是武装冲突中交战国和关联国家——不论是敌对国还是中立国——的行为。